# Josef Kammhuber
Josef Kammhuber, né le 19 août 1896 et mort le 25 janvier 1986, était un militaire allemand de la Première et de la Seconde Guerre mondiale. 
Il fut le premier général de l'air commandant les chasseurs nocturnes de la Luftwaffe (le Nachtjagd) et il mit sur pied le réseau de défense avec le radar Freya appelé la « ligne Kammhuber ». Ce système fut efficace un certain temps pour infliger de lourdes pertes aux bombardiers nocturnes de la Royal Air Force. Cependant, grâce aux services d'espionnage, les Britanniques purent utiliser les faiblesses du réseau pour le rendre inefficace.
Le conflit de Kammhuber avec Erhard Milch, directeur du ministère de l'air du Reich, amena son remplacement en 1943.

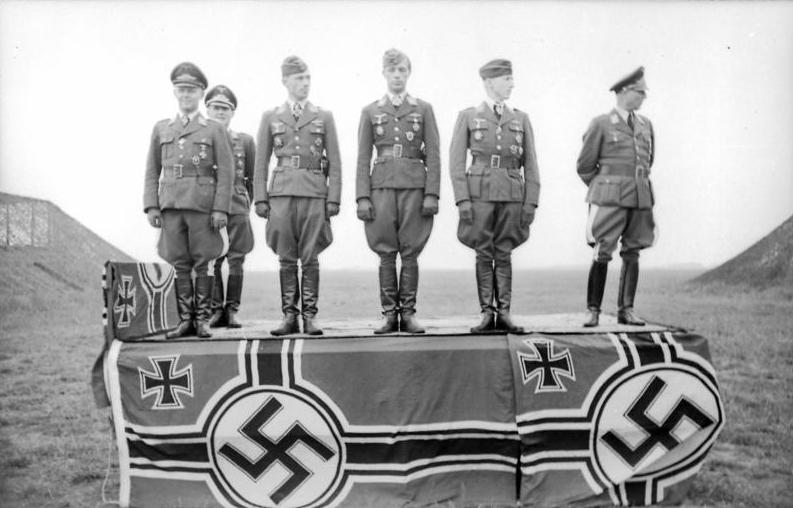
Cérémonie de remise de décorations le 21 juin 1942 en France en présence du Generalleutnant Josef Kammhuber (le 1er à gauche) ; Helmut Lent reçoit à cette occasion la croix de chevalier de la croix de fer avec feuilles de chêne (il est le 3e à partir de la gauche).

## Biographie
Kammhuber est né en Haute-Bavière, fils de paysan. Au début de la Première Guerre mondiale, ce lycéen de 18 ans s'engage dans le 3e bataillon du génie bavarois. 

### Après-guerre

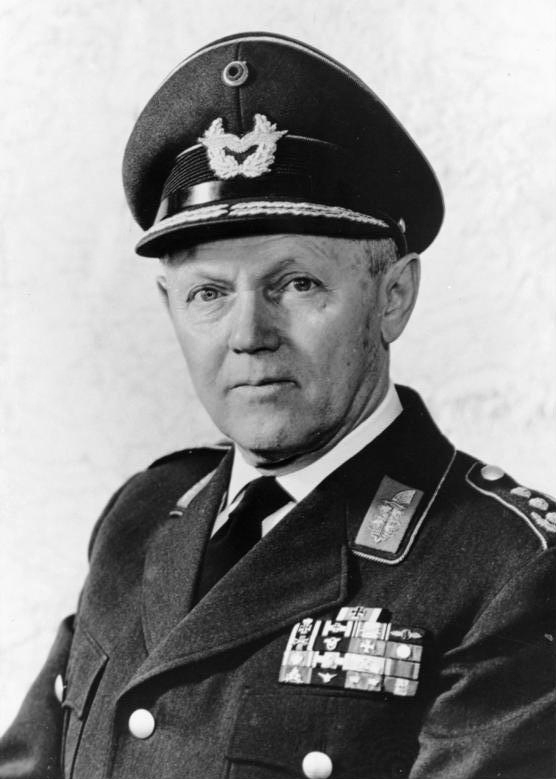
Kammhuber en 1957 en uniforme de général de la Luftwaffe de la Bundeswehr (nouvelle armée de l’air de l'Allemagne de l’Ouest).

Après la chute du Reich en mai 1945, Kammhuber est détenu par les Américains, mais il est libéré en avril 1948, sans charges retenues contre lui. Il écrit une série de monographies pour le ministère américain de la Défense sur la défense allemande contre la Royal Air Force et l'USAAF pendant la Seconde Guerre mondiale. Ils ont été ensuite recueillies sous forme de livres (listés dans Références). En 1953, il publie un ouvrage sur ce qu'il a appris pendant la guerre des problèmes de la défense aérienne de jour comme de nuit. Il a ensuite passé du temps en Argentine pour contribuer à la formation de l'armée de l'air de Juan Perón.
Josef Kammhuber retourne ensuite en Allemagne et rejoint la Luftwaffe pendant sa réorganisation. Il est promu Inspekteur der Bundesluftwaffe de 1956 à 1962. Il est décédé le 25 janvier 1986, à 89 ans à Munich où il est enterré.

## Promotions
- Gefreiter : 21 mai 1915
- Fahnenjunker-Unteroffizier : 5 septembre 1915
- Fähnrich : 26 octobre 1916
- Leutnant : 10 septembre 1917
- Hauptmann : 1er février 1931
- Major : 1er octobre 1934
- Oberstleutnant : 1er octobre 1936
- Oberst : 1er janvier 1939
- Generalmajor : 17 octobre 1940
- Generalleutnant : 1er octobre 1941
- General der Flieger : 1er janvier 1943
- Generalleutnant (Bundeswehr) : 6 juin 1956
- General (Viersterne-General) (Bundeswehr) : 9 mai 1961

## Distinctions
- Croix de fer (1914) 2e et 1re Classe
- Ordre du Mérite militaire de Bavière 4e Classe avec épées
- Croix d'honneur pour combattants
- Médaille de service de longue durée de la Wehrmacht 4e à 1re Classe
- Fermoir de la Croix de fer (1939) 2e et 1re Classe
- Croix de chevalier de la Croix de fer (9 juillet 1941)
- Insigne de pilote
- Insigne de combat de la Luftwaffe section support aérien au sol
- Ordre du Mérite de la République italienne le 10 mars 1958
- Commander de la Legion of Merit le 2 août 1961
- Ordre du Mérite de la République fédérale d'Allemagne le 21 août 1962
- Mentionné 3 fois dans le Wehrmachtbericht : le 10 avril 1941, 27 mars 1942 et 31 mars 1942